# Choreotrichida
Ordre
Les Choreotrichida sont un ordre de Ciliés de la classe des Oligotrichea.

## Systématique
Le nom valide de ce taxon est Choreotrichida Small & Lynn, 1985.

## Liste des familles
Selon GBIF (27 septembre 2022) :
- Ascampbelliellidae Corliss, 1960
- Cyttarocylididae Kofoid & Campbell, 1939
- Epiplocylididae Kofoid & Campbell, 1939
- Leegaardiellidae Lynn & Montagnes, 1988
- Lohmanniellidae Montagnes & Lynn, 1991
- Lynnellidae Liu, Yi, Lin & Al-Rasheid, 2011
- Metacylididae Kofoid & Campbell, 1929
- Nolaclusiliidae Sniezek et al., 1991
- Petalotrichidae Kofoid & Campbell, 1929
- Rhabdonellidae Kofoid & Campbell, 1929
- Strobilidiidae Kahl, in Doflein & Reichenow, 1929
- Strombidinopsidae Small & Lynn, 1985
- Tintinnidiidae Kofoid & Campbell, 1929
- Undellidae Kofoid & Campbell, 1929
- Xystonellidae Kofoid & Campbell, 1929

Selon The Taxonomicon (27 septembre 2022)
- Leegaardiellidae Lynn & Montagnes, 1988
- Lohmanniellidae Montagnes & Lynn, 1991
- Strobilidiidae Kahl, in Doflein & Reichenow, 1929
- Strombidinopsidae Small & Lynn, 1985

The Taxonomicon classe les autres familles de GBIF dans l'ordre des Tintinnida Kofoid & Campbell, 1929.
Selon le World Register of Marine Species (30 septembre 2023) :
- sous-ordre des Leegaardiellina Laval-Peuto, Grain & Deroux, 1994
  - Leegaardiellidae Lynn & Montagnes, 1988
- sous-ordre des Lohmanniellina Laval-Peuto, Grain & Deroux, 1994
  - Lohmanniellidae Montagnes & Lynn, 1991
- sous-ordre des Strobilidiina Small & Lynn, 1985
  - Strobilidiidae Kahl in Doflein & Reichenow, 1929
- sous-ordre des Strombidinopsina Small & Lynn, 1985
  - Strombidinopsidae Small & Lynn, 1985
- sous-ordre des Tintinnina Kofoid & Campbell, 1929
  - Ascampbelliellidae Corliss, 1960
  - Codonellidae Kent, 1881
  - Codonellopsidae Kofoid & Campbell, 1929
  - Cyttarocylididae Kofoid & Campbell, 1939
  - Dictyocystidae Haeckel, 1873
  - Epiplocylididae Kofoid & Campbell, 1939
  - Eutintinnidae Bachy, Gómez, López-García, Dolan & Moreira, 2012
  - Metacylididae Kofoid & Campbell, 1929
  - Nolaclusiliidae Sniezek, Capriulo, Small & Russo, 1991
  - Petalotrichidae Kofoid & Campbell, 1929
  - Ptychocylididae Kofoid & Campbell, 1929
  - Rhabdonellidae Kofoid & Campbell, 1929
  - Tintinnidae Claparède & Lachmann, 1858
  - Tintinnidiidae Kofoid & Campbell, 1929
  - Undellidae Kofoid & Campbell, 1929
  - Xystonellidae Kofoid & Campbell, 1929
- sous-ordre incertae sedis
  - Lynnellidae Liu, Yi, Lin & Al-Rasheid, 2011